# Tricentra cnephodamus
Tricentra cnephodamus là một loài bướm đêm trong họ Geometridae.